# USA:s bostadsminister
USA:s bostadsminister (Secretary of Housing and Urban Development) är chef för bostads- och stadsplaneringsdepartement och utses av USA:s president, villkorat med senatens godkännande ("råd och samtycke").
Ministern ingår i successionsordningen för USA:s president och är av oskriven tradition medlem i kabinettet.
Från den 5 februari 2025 är Scott Turner USA:s bostadsminister.

## Lista över USA:s bostadsministrar
| Nr    | Bild | Namn                  | Tillträdde        | Avgick            | Parti      | Utnämnd av        |
| ----- | ---- | --------------------- | ----------------- | ----------------- | ---------- | ----------------- |
| 1     |      | Robert C. Weaver      | 18 januari 1966   | 18 december 1968  | Demokrat   | Lyndon B. Johnson |
| 2     |      | Robert C. Wood        | 7 januari 1969    | 20 januari 1969   | Demokrat   | Lyndon B. Johnson |
| 3     |      | George W. Romney      | 22 januari 1969   | 20 januari 1973   | Republikan | Richard Nixon     |
| 4     |      | James T. Lynn         | 2 februari 1973   | 5 februari 1975   | Republikan | Gerald Ford       |
| 5     |      | Carla A. Hills        | 10 mars 1975      | 20 januari 1977   | Republikan | Gerald Ford       |
| 6     |      | Patricia R. Harris    | 23 januari 1977   | 10 september 1979 | Demokrat   | Jimmy Carter      |
| 7     |      | Moon Landrieu         | 24 september 1979 | 20 januari 1981   | Demokrat   | Jimmy Carter      |
| 8     |      | Samuel Pierce         | 23 januari 1981   | 20 januari 1989   | Republikan | Ronald Reagan     |
| 9     |      | Jack Kemp             | 13 februari 1989  | 20 januari 1993   | Republikan | George H.W. Bush  |
| 10    |      | Henry Cisneros        | 22 januari 1993   | 20 januari 1997   | Demokrat   | Bill Clinton      |
| 11    |      | Andrew Cuomo          | 29 januari 1997   | 20 januari 2001   | Demokrat   | Bill Clinton      |
| 12    |      | Mel Martinez          | 24 januari 2001   | 12 december 2003  | Republikan | George W. Bush    |
| 13    |      | Alphonso Jackson      | 12 december 2003  | 1 april 2004      | Republikan | George W. Bush    |
| 14    |      | Steve Preston         | 4 juni 2008       | 20 januari 2009   | Republikan | George W. Bush    |
| 15    |      | Shaun Donovan         | 26 januari 2009   | 28 juli 2014      | Demokrat   | Barack Obama      |
| 16    |      | Julian Castro         | 28 juli 2014      | 20 januari 2017   | Demokrat   | Barack Obama      |
| 17    |      | Ben Carson            | 2 mars 2017       | 20 januari 2021   | Republikan | Donald J. Trump   |
| 18    |      | Marcia Fudge          | 10 mars 2021      | 22 mars 2024      | Demokrat   | Joe Biden         |
| (tf.) |      | Adrianne Todman (tf.) | 22 mars 2024      | 20 januari 2025   | Demokrat   | Joe Biden         |
| 19    |      | Scott Turner          | 5 februari 2025   | sittande          | Republikan | Donald J. Trump   |